# Aphaena aurantia
Aphaena aurantia är en insektsart som beskrevs av Hope 1840. Aphaena aurantia ingår i släktet Aphaena och familjen lyktstritar. Inga underarter finns listade i Catalogue of Life.